# Egemone
Saint Egemone est un évêque d'Autun, martyrisé le 8 janvier 374 et inhumé en ce lieu

## Biographie
Nous ne savons rien sur lui. Grégoire de Tours, nous dit qu'il succéda directement à Saint Cassien d'Autun et qu'il est décédé le 8 janvier 374